# Asura calamaria
Asura calamaria är en fjärilsart som beskrevs av Moore 1888. Asura calamaria ingår i släktet Asura och familjen björnspinnare. Inga underarter finns listade i Catalogue of Life.